# Bernard Trębacz

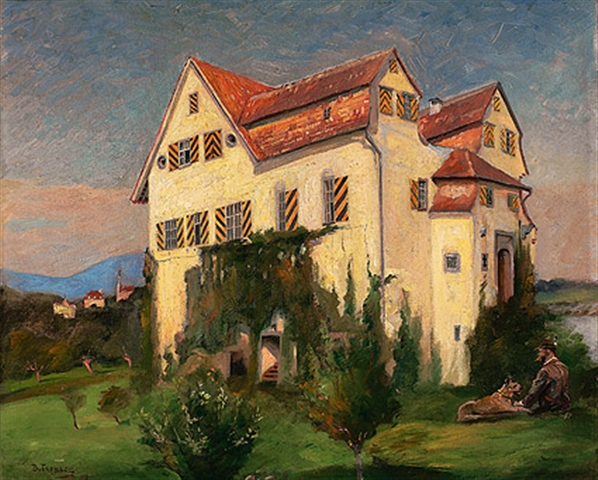
Bernard Trębacz: Zamek Senftenau

Bolesław Bernard Trębacz (ur. 1869, zm. ?) – polski malarz.
Urodził się w rodzinie żydowskiej, jako syn Dawida, malarza pokojowego, był młodszym bratem Maurycego Trębacza. Studiował na Akademii Sztuk Pięknych w Monachium.  Jego prace pokazywano na wystawach Żydowskiego Towarzystwa Krzewienia Sztuk Pięknych.